# WTA Tour Championships 2009
WTA Tour Championships 2009, officielt kendt som Sony Ericsson Championships – Doha 2009, var sæsonens sidste turnering på WTA Tour 2009 og den 40. udgave af WTA Tour Championships. Turneringen blev afholdt i perioden 27. oktober – 1. november i Doha, Qatar med deltagelse af de bedste fra årets øvrige turneringer i henholdsvis single og double. 
For første gang nogensinde deltog en dansker i denne årlige turnering, idet Caroline Wozniacki med finaleplaceringen ved US Open 2009 nåede op på så højt et pointtal, at hun var sikret pladsen. Trods plaget af skader lykkedes det Wozniacki at nå semifinalen, hvor hun dog i begyndelsen af andet sæt måtte trække sig på grund af en muskelforstrækning i maven. Turneringen var generelt præget af skader, idet ikke mindre end fire spillere måtte opgive videre deltagelse undervejs i turneringen på grund af forskellige skader.
Vinder af turneringen blev i single Serena Williams efter sejr over søsteren Venus Williams i finalen, mens Nuria Llagostera Vives og María José Martínez Sánchez vandt doublerækken efter sejr over Cara Black og Liezel Huber.

## Deltagere

### Single
| Singlelisten for året (22. oktober 2009) | Singlelisten for året (22. oktober 2009) | Singlelisten for året (22. oktober 2009) | Singlelisten for året (22. oktober 2009) | Singlelisten for året (22. oktober 2009) |
| Plads                                    | Navn                                     | Point                                    | Turneringer                              | Kvalifikationsdato                       |
| ---------------------------------------- | ---------------------------------------- | ---------------------------------------- | ---------------------------------------- | ---------------------------------------- |
| 1                                        | Dinara Safina                            | 7731                                     | 18                                       | 5. august                                |
| 2                                        | Serena Williams                          | 7576                                     | 17                                       | 19. august                               |
| 3                                        | Svetlana Kuznetsova                      | 5772                                     | 18                                       | 5. oktober                               |
| 4                                        | Caroline Wozniacki                       | 5475                                     | 24                                       | 14. september                            |
| 5                                        | Jelena Dementjeva                        | 5415                                     | 19                                       | 14. september                            |
| 6                                        | Viktoria Azarenka                        | 4451                                     | 16                                       | 9. oktober                               |
| 7                                        | Venus Williams                           | 4397                                     | 16                                       | 9. oktober                               |
| 8                                        | Jelena Janković                          | 3555                                     | 18                                       | 22. oktober                              |

De otte singledeltagere kan ses i tabellen herunder sammen med tidspunktet for deres sikring af pladsen. De vigtigste resultater for disse otte spillere var som følger:
Dinara Safina lå nummer et på listen det meste af året, selv om hun ikke vandt ret mange turneringer. En af sejrene kom i Madrid, hvor hun i finalen besejrede Wozniacki. Derudover var hun i finalen i flere turneringer, herunder Australian Open. I alt blev det otte finaler med tre turneringssejre til følge.
Serena Williams vandt to af Grand Slam-turneringerne, Australian Open og Wimbledon, mens hun tabte i semifinalen til US Open til den senere vinder Kim Clijsters. Bortset herfra blev det ikke til mange store resultater for den yngste Williams-søster.
For Svetlana Kuznetsova var nogle af de bedste resultater sejren i Stuttgart samt ikke mindst i French Open. Derudover var hun i finalen i Australian Open og i Rom.
Caroline Wozniacki var den spiller på WTA-touren, der spillede flest turneringer af alle, nemlig 24, lige som hun også spillede flest kampe af alle. Hendes bedste resultater var finalenederlagene i Madrid og US Open, men hun vandt også tre turneringer: Ponte Vedra Beach, Eastbourne og New Haven.
Jelena Dementjeva indledte året med at vinde to turneringer, Auckland og Sydney, og hun havde også flere gode resultater, selv om der også kom nogle overraskende nederlag undervejs.
Viktoria Azarenka vandt i begyndelsen af året sin første titel med sejren i Brisbane og senere Memphis og senere Miami.
Venus Williams er forsvarende mester i turneringen, men vandt blot to turneringer i løbet af året, herunder Dubai, mens hun nåede flere finaler, herunder Wimbledon, hvor hun tabte til søsteren Serena. 
Turneringens sidste deltager, Jelena Janković, vandt to turneringer, Marbella og Cincinnati og nåede derudover finalen i Tokyo, mens hun ikke klarede sig specielt godt i Grand Slam-turneringerne.
Som reserver til deltagelse i turneringen er de næste fra listen også i Doha; det drejer sig om listens nummer ni, Vera Zvonareva, og nr. ti, Agnieszka Radwańska.

### Double
| Doublelisten for året (19. oktober 2009) | Doublelisten for året (19. oktober 2009)           | Doublelisten for året (19. oktober 2009) | Doublelisten for året (19. oktober 2009) | Doublelisten for året (19. oktober 2009) |
| Plads                                    | Navne                                              | Point                                    | Turneringer                              | Kvalifikationsdato                       |
| ---------------------------------------- | -------------------------------------------------- | ---------------------------------------- | ---------------------------------------- | ---------------------------------------- |
| 1                                        | Cara Black Liezel Huber                            | 9100                                     | 20                                       | 9. september                             |
| 2                                        | Venus Williams Serena Williams                     | 6750                                     | 5                                        | 29. september                            |
| 3                                        | Nuria Llagostera Vives María José Martínez Sánchez | 6396                                     | 19                                       | 5. oktober                               |
| 4                                        | Rennae Stubbs Samantha Stosur                      | 5048                                     | 15                                       | 12. oktober                              |

## Turneringen

### Single
De otte spillere blev opdelt i to grupper, hvor der spilledes alle mod alle. Første gruppe, kaldet Hvid Gruppe, bestod af Safina, Wozniacki, Azarenka og Janković, mens Rødbrun Gruppe bestod af S. Williams, Dementjeva, Kuznetsova og V. Williams. 
Da alle kampe var spillet, gik de to bedstplacerede i hver gruppe videre til semifinalen. Dette blev afgjort i rækkefølge efter følgende: Flest sejre, bedste forskel i vundne sæt, flest vundne sæt, bedste forskel i vundne partier, flest vundne partier.  
I den ene semifinale mødtes vinderen af Hvid Gruppe og toeren fra Rødbrun Gruppe, mens vinderen af Rødbrun Gruppe mødte toeren fra Hvid Gruppe i den anden semifinale. Vinderne af de to kampe mødtes i finalen.

#### Hvid Gruppe
27. oktober:
- Viktoria Azarenka (6) – Jelena Janković (8): 6-2, 6-3

28. oktober:
- Caroline Wozniacki (4) – Viktoria Azarenka (6): 1-6, 6-4, 7-5
- Jelena Janković (8) – Dinara Safina (1): 1-1 (Safina trak sig ud med en skade og blev efterfølgende erstattet af Vera Zvonareva.

29. oktober:
- Caroline Wozniacki (4) – Vera Zvonareva (9): 6-0, 6-7, 6-4 (Zvonareva trak sig efterfølgende ud med en skade og blev erstattet af Agnieszka Radwańska.

30. oktober:
- Jelena Janković (8) – Caroline Wozniacki (4): 6-2, 6-2
- Agnieszka Radwańska (10) – Viktoria Azarenka (6): 4-6, 7-5, 4-1 (Azarenka trak sig ud med en skade).

Slutstillingen i gruppen blev dermed:
| Hvid gruppe)                                     | Hvid gruppe) | Hvid gruppe) | Hvid gruppe)     | Hvid gruppe) |
| Navn                                             | Kampe (V-T)  | Sæt (V-T)    | Partier vundet   | Plads        |
| ------------------------------------------------ | ------------ | ------------ | ---------------- | ------------ |
| Jelena Janković                                  | 2-1          | 4-2          | 29-17            | 1            |
| Caroline Wozniacki                               | 2-1          | 4-4          | 36-38            | 2            |
| Viktoria Azarenka                                | 1-2          | 4-4          | 39-36            | 3            |
| Dinara Safina Vera Zvonareva Agnieszka Radwańska | 0-1 1-0      | 0-2 1-2 2-1  | 1-12 11-18 17-12 | X 4          |

#### Rødbrun Gruppe
27. oktober:
- Jelena Dementjeva (5) – Venus Williams (7): 3-6, 7-6, 6-2
- Serena Williams (2) – Svetlana Kuznetsova (3): 7-6, 7-5

28. oktober:
- Serena Williams (2) – Venus Williams (7): 5-7, 6-4, 7-6

29. oktober:
- Serena Williams (2)  – Jelena Dementjeva (5): 6-2, 6-4
- Venus Williams (7) – Svetlana Kuznetsova (3): 6-2, 6-7, 6-4

30. oktober:
- Svetlana Kuznetsova (3) – Jelena Dementjeva (5): 6-3, 6-2

| Hvid gruppe)        | Hvid gruppe) | Hvid gruppe) | Hvid gruppe)   | Hvid gruppe) |
| Navn                | Kampe (V-T)  | Sæt (V-T)    | Partier vundet | Plads        |
| ------------------- | ------------ | ------------ | -------------- | ------------ |
| Serena Williams     | 3-0          | 6-1          | 44-34          | 1            |
| Venus Williams      | 1-2          | 4-5          | 49-47          | 2            |
| Svetlana Kuznetsova | 1-2          | 3-4          | 36-37          | 3            |
| Jelena Dementjeva   | 1-2          | 2-5          | 27-38          | 4            |

Venus Williams blev toer, idet hun havde bedste sætforskel i forhold til de to russere og vundet flere sæt end Kuznetsova.

#### Finalerunde
Semifinalerne blev spillet 31. oktober og gav følgende resultater:
- Venus Williams (7) – Jelena Janković (8): 5-7, 6-3, 6-4
- Serena Williams (2) – Caroline Wozniacki (4): 6-4, 0-1 (Wozniacki opgav med en skade)

Finalen blev spillet 1. november og gav følgende resultat:
- Serena Williams (2) – Venus Williams (7): 6-2, 7-6

### Double
Med blot fire par i double gik man direkte til semifinalerne, der blev spillet 31. oktober. Man spillede alle kampe med den specielle regel, at et eventuelt tredje sæt blev afgjort direkte i en tiebreak til mindst 10. 
Semifinalerne gav følgende resultater:
- Cara Black / Liezel Huber (1) – Samantha Stosur / Rennae Stubbs (4): 3-6, 7-6, [10-8]
- Nuria Llagostera Vives / María José Martínez Sánchez (3) – Serena Williams / Venus Williams (2): 2-6, 6-4, [10-8]

Finalen blev spillet 1. november og gav følgende resultat:
- Nuria Llagostera Vives / María José Martínez Sánchez (3) – Cara Black / Liezel Huber (1): 2-6, 6-4, [10-8]